# Římskokatolická farnost Divišov
Římskokatolická farnost Divišov je jedno z devíti územních společenství římských katolíků ve vlašimském vikariátu s farním kostelem sv. Bartoloměje.

## Osoby ve farnosti
- P. ThDr. Miloslav Kněz – farář
- Vlasta Roubiczeková – pastorační asistentka[2]

## Historie franosti
Plebánie je v Divišově zmiňovaná k roku 1352, z plebánů jsou známi: Štěpán († 1360), Martin z Rataj (1360 † 1366), klerik Václav z Radče (1366–1374), který směnil své místo s Jiljím Všeborem, oltářníkem u Panny Marie Sněžné a u svatého Víta v Praze (1374 † 1401), kaplan Zdeslava ze Šternberka Vavřinec (1401–1403), Mikuláš z Lovosic (1406–1408), který se stal později farářem v Písku a Jaroslav z Načeradce (1408).
Po roce 1420 převzali farnost kališníci; z jejich řad je znám kněz Jiřík (1538) a Zikmund (1549). Ani v pobělohorské době se zprvu nedařilo místní obrátit zpět ke katolické víře, jejich ozbrojené vzpoury však byly potlačeny a do Divišova byl ustanoven katolický farář. V roce 1642 byl jako farář v Divišově, Štěpánově a v Uhlířských Janovicích potvrzen Pavel Zikmund Dirba, který si u konzistoře 25. června 1643 vymohl povýšení divišovské farnosti na děkanství. Dalšími děkany byli Leopold Vidomský a Martin Václav Vrba. V roce 1660 byl divišovským děkanem Jan Bolelucký, o jedenáct let později J. Rak, v roce 1674 se stal děkanem Václav Jan Molitoris, který byl i vikářem části Kouřimského kraje. Po něm následovali Václav Augustin Kozojedský (1700), František Waczmann a Václav Císař. Za děkana Leopolda Františka Putzhegla, 8. června 1742, postihl Divišov rozsáhlý požár, při němž shořelo děkanství i kostel, škola, radnice a přes čtyřicet domů. V roce 1744 započala výstavba kostela nového, který byl slavnostně vysvěcen v den svatého Bartoloměje v roce 1746 Augustinem Václavem Soukupem. Po smrti děkana Putzhegla v roce 1756 byl děkanem Josef Václav Beránek (1756 † 1787), který byl od roku 1768 i vikářem, jezuita Jan Xavier Schneider (1787 † 1793), bývalý augustinián Vilém Stephan (1794 † 1822), Josef Cibulka (1823 † 1845), Jan Kavka (1846 † 1848), Antonín Hoffer (1848–1869), Antonín Farka (1869–1885), Antonín Chvalovský (1885 † 1899) a od roku 1900 Václav Jan Nepomuk Polívka.
K farnosti Divišov byly 1. ledna 2008 připojeny do té doby samostatné farnosti Třebešice a Zdebuzeves, matriky jsou zde vedeny od roku 1742.

## Kostely farnosti
| Kostel                             | Místo                | Bohoslužba                    | Bohoslužba             | Poznámka        |
| ---------------------------------- | -------------------- | ----------------------------- | ---------------------- | --------------- |
| Kostel svatého Bartoloměje         | Divišov              | neděle pondělí, středa, pátek | 09.00 17.00 (18.00)    | farní kostel    |
| Kostel svatého Martina             | Měchnov              | sobota                        | 15.00 (17.00)          | filiální kostel |
| Kaple svatého Šebestiána           | Hrad Český Šternberk | neslouží se pravidelně        | neslouží se pravidelně | hradní kaple    |
| Kaple svatého Jiří                 | Hrad Český Šternberk | neslouží se pravidelně        | neslouží se pravidelně | hradní kaple    |
| Kaple svatého Jana Nepomuckého     | Drahňovice           | neslouží se pravidelně        | neslouží se pravidelně | kaple           |
| Kaple svatého Jana Jana Křtitele   | Třemošnice           | neslouží se pravidelně        | neslouží se pravidelně | kaple           |
| Kostel Všech svatých               | Třebešice            | neděle                        | 07.30                  | filiální kostel |
| Kostel svaté Anny                  | Zdebuzeves           | sobota                        | 15.00 (17.00)          | filiální kostel |
| Kostel svatého Michaela Archanděla | Soběšín              | neděle                        | 11.00                  | filiální kostel |
| Kostel svatého Havla               | Otryby               | neslouží se pravidelně        | neslouží se pravidelně | filiální kostel |
| Kostel Nejsvětější Trojice         | Psáře                | neděle                        | 11.00                  | filiální kostel |
| Kaple svatého Matouše              | Všechlapy            | neslouží se pravidelně        | neslouží se pravidelně | kaple           |

Poznámka: Konání bohoslužby může být z řady důvodů zrušeno, doporučuje se předem si její konání ověřit.